# Heine Hestoy
Heine Hestoy (1950 i Tvøroyri) er en færøsk forfatter og skipper. Han voksede op i Tvøroyri, var sømand i nogle år, indtil han flyttede til Marstal i Danmark, hvor han tog eksamen som skibsfører i 1975. Siden har han boet i Danmark og arbejdet som skibsfører eller styrmand. Heine Hestoy har skrevet noveller, børne- og ungdomsbøger og et hørespil og har udgivet flere bøger på færøsk. Han har bl.a. udgivet tre bøger sammen med søsteren Ingrid Hestoy. I 2014 udkom hans første bog på dansk, da Dansklærerforeningen udgav ungdomsbogen På krogen, som er en oversættelse af Summardáar. Heini Hestoy's bror er Jon Hestoy, som er tidligere svømmer, danmarksmester, og som var formand for Færøernes Svømmeforbund i mange år frem til 2014. Deres forældre var: Birgit Hestoy, født Thomsen, hun var datter forfatteren og erhvervsmanden Richard B. Thomsen og Ingrid Mortensen. Heine Hestoy's far var Jóannes Hestoy, født Petersen, søn af Jacob hjá danska Ludda og Ingrid Johannesen datter af Hest Jóannes. Efternavnet Hestoy er opkaldt efter den færøske ø Hestur, som også kaldes Hestoy.

### Bøger
- 1984 - Piprandi Hjarta - sammen med søsteren Ingrid Hestoy. Noveller.
- 1985 - Bládýpið - sammen med søsteren Ingrid Hestoy. Noveller.
- 1985 Einsmøll í Svarthólmi. Børnebog.
- 1985 og 1991 - Rím á rað 1 og 2. Skrevet sammen med søsteren Ingrid Hestoy. Dagdvølja.
- 1986 - Loynidalurin.
- 1987 - Sum ravnar um deyðseyð. Noveller.[4]
- 1988 - Ein bumba umborð.
- 1991 Regin og Sára. Ungdomsbog.
- 1995 Summardáar (á fløgum), ungdomsbog.
- Summardáar, (lydbog). Ungdomsbog.[5][6]
- Lærarin bog til undervisning i Folkeskolen.
- 2002 Hin navnleysa søgan.
- 2014 - På krogen. Ungdomsbog, til undervisning. Oprindelig skrevet på færøsk med titlen Summardáar. Oversat til dansk. Bogen indgår i serien: "Frit for fantasi". Forlag: Dansklærerforeningen. 160 sider.[7]

### Udgivet i Mín jólabók
- 1986 - Ein minnilig jólaferð [8]
- 1989 - Bogi og Plettur
- 1989 - Nýggjársborðið
- 1990 - Huldumaðurin

## Hæder
- 1991 Barnabókaheiðursløn Tórshavnar býráðs for børnebogen Regin og Sára.

## References
1. ↑  "snar.fo - Heini Hestoy (1950-)". Arkiveret fra originalen 9. oktober 2014. Hentet 14. november 2014.
2. ↑  "Bokasolan.fo, Heine Hestoy". Arkiveret fra originalen 22. november 2004. Hentet 14. november 2014.
3. ↑  "bokhandil.fo - Heine Hestoy". Arkiveret fra originalen 21. juni 2016. Hentet 27. februar 2021.
4. ↑  Books.google.com
5. ↑  "BMS.fo". Arkiveret fra originalen 12. maj 2005. Hentet 14. november 2014.
6. ↑  lararafelag.fo
7. ↑  "dansklf.dk". Arkiveret fra originalen 29. november 2014. Hentet 14. november 2014.
8. ↑  "bfl.fo - Heine Hestoy". Arkiveret fra originalen 27. november 2014. Hentet 14. november 2014.